# Phlegmariurus saururus
Phlegmariurus saururus är en lummerväxtart som först beskrevs av Jean-Baptiste de Lamarck, och fick sitt nu gällande namn av B. Øllg. Phlegmariurus saururus ingår i släktet Phlegmariurus och familjen lummerväxter. Inga underarter finns listade i Catalogue of Life.